# 4125 Lew Allen
4125 Lew Allen este un asteroid din centura principală, descoperit pe 28 iunie 1987 de Eleanor Helin.